# Jesse Mashburn
Pour les articles homonymes, voir Mashburn.
Jesse William Mashburn (né le 14 février 1933 à Seminole) est un athlète américain spécialiste du 400 mètres.

## Carrière
Étudiant à l'Université d'État d'Oklahoma, il s'adjuge deux médailles lors des Jeux panaméricains de 1955 se déroulant à Mexico, le bronze sur 400 m et l'or au titre du relais 4 × 400 m. Sélectionné pour les Jeux olympiques d'été de 1956 grâce à sa quatrième place obtenue lors des sélections américaines, Jesse Mashburn remporte le titre olympique du relais 4 × 400 m aux côtés de ses compatriotes Tom Courtney, Charlie Jenkins et Louis Jones. À Melbourne, L'équipe américaine établit le temps de 3 s 04 s 7 et devance finalement l'Australie et le Royaume-Uni.
Sur le plan national, il remporte sur 440 yards les Championnats de l'Amateur Athletic Union en 1953, et les Championnats NCAA en 1955 et 1956. 

## Palmarès
| Date | Compétition        | Lieu      | Résultat | Discipline |
| ---- | ------------------ | --------- | -------- | ---------- |
| 1955 | Jeux panaméricains | Mexico    | 3e       | 400 m      |
| 1955 | Jeux panaméricains | Mexico    | 1er      | 4 × 400 m  |
| 1956 | Jeux olympiques    | Melbourne | 1er      | 4 × 400 m  |